# Human Proteome Organization
Human Proteome Organization (w skrócie HUPO) – założone w czerwcu 2001 roku konsorcjum instytucji naukowych (rządowych i pozarządowych), akademickich  oraz firm komercyjnych zajmujących się badaniami z zakresu proteomiki. Zadaniem HUPO jest poznanie ludzkiego proteomu, czyli opisanie wszystkich białek człowieka, a  także koordynacja działań i promocja proteomiki na całym świecie.

## Zadania
HUPO ma analogiczne cele jak założony wcześniej projekt poznania ludzkiego genomu, czyli Human Genome Project (w skrócie HUGO), jednak ze względu na budowę, powstawanie i złożoność funkcji białek jest to zadanie trudniejsze i wymagające większego nakładu pracy. Proteom ma dynamiczny charakter, a jego ekspresja jest zależna od wielu czynników fizjologicznych, patologicznych i środowiskowych. Dochodzi także do potranslacyjnej modyfikacji białek. Nakład pracy związany z zadaniem poznania ludzkiego proteomu jest wielokrotnie większy, co wymusza koordynację i współpracę wielu instytucji na szerszą skalę.

## Znane osoby i naukowcy związani z HUPO
- Rolf Apweiler
- Samir Hanash
- Matthias Mann
- Gil Omenn
- Young-Ki Paik

## bibliografia
- S. Hanash HUPO aims to globalize proteomics research (review by Joanna Owens), Drug Discovery Today 7, 797-801 (2002)
- B.A. Merrick The human proteome organization (HUPO) and environmental health, EHP Toxicogenomics 111 (1T), 1-5 (2003)